# ATN Times Now
ATN Times Now ist ein kanadischer englischsprachiger Spartenkanal der Kategorie B, der von Asian Television Network (ATN) betrieben wird. Er überträgt sowohl Programme von Times Now als auch kanadische Inhalte. Der Schwerpunkt des Senders liegt auf Live-Berichterstattung über internationale Nachrichten und Eilmeldungen.